# 米拉布·沙里克澤
米拉布·沙里克澤（1993年5月17日—）是一位喬治亞橄欖球運動員。他是喬治亞國家橄欖球隊的一員，代表喬治亞參加了2015年世界盃橄欖球賽。他從16歲就開始練習橄欖球。